# Le Chant des sirènes (téléfilm, 2024)
Pour les articles homonymes, voir Le Chant des sirènes.
Pour plus de détails, voir Fiche technique et Distribution.
Le Chant des sirènes est un téléfilm franco-belge réalisé par Jean-Marc Thérin d'après un scénario d'Emmanuelle Rey-Magnan et Pascal Fontanille, et diffusé pour la première fois en Belgique le 11 avril 2024 sur La Une et en France le 18 mai 2024 sur France 3.
Ce polar, qui est la suite du téléfilm Les secrets du Finistère qui avait rassemblé 3,99 millions de téléspectateurs en France le 20 mai 2023,  est une coproduction de Fontaram Productions, France Télévisions, AT-Production et la RTBF (télévision belge), réalisée avec la participation de la Radio télévision suisse (RTS) et de TV5 Monde, ainsi que le soutien du CNC,,,,.

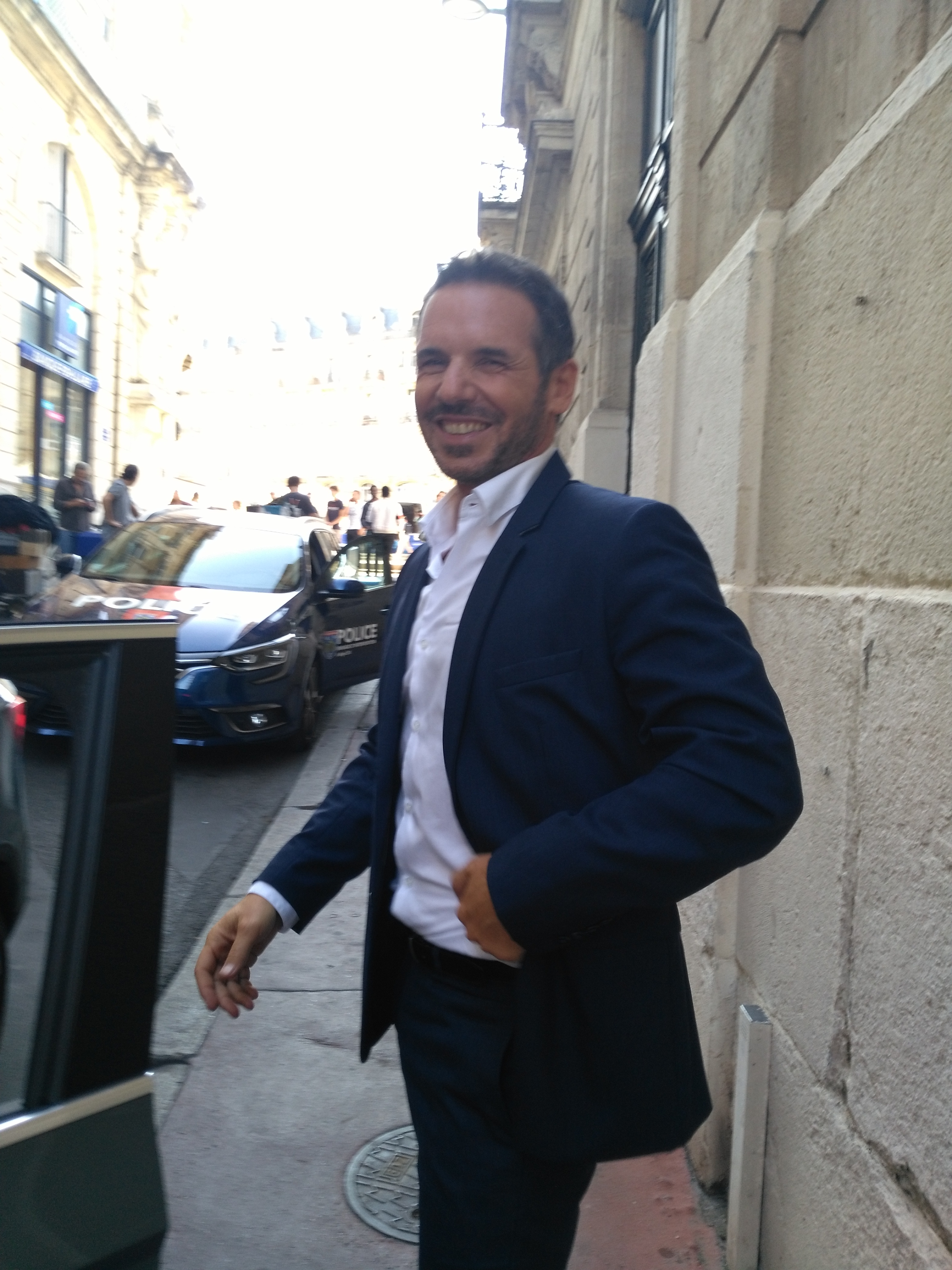
Jeremy Banster.

## Synopsis
Le corps d'une sirène est retrouvé sur une plage du Finistère : il s'agit en fait d'une jeune femme adepte du mermaiding.
Par ailleurs, un bateau de pêche dérive à quelques dizaines de mètres de la plage, mais le marin pêcheur a mystérieusement disparu.
Le commandant Laubier fait appel à Morgane Le Dantec, professeure de faculté spécialiste des légendes bretonnes.

## Fiche technique
Sauf indication contraire, les informations mentionnées dans cette section peuvent être confirmées par la base de données cinématographiques Allociné,  présente dans la section « Liens externes ».
- Titre français : Le Chant des sirènes
- Réalisation : Jean-Marc Thérin
- Scénario : Emmanuelle Rey-Magnan et Pascal Fontanille
- Musique : François Staal[6]
- Décors : Samuel Teisseire
- Costumes : Marie-Noëlle Van Meerbeeck
- Photographie :  Laurent Dhainaut[6]
- Son : Jean-Paul Guirado
- Production : François Aramburu
- Sociétés de production : Fontaram Productions, France Télévisions, AT-Production et la RTBF
- Pays de production :  France /  Belgique
- Langue originale : français
- Format : couleur
- Genre : policier
- Durée : 90 minutes
- Dates de première diffusion :
  - Belgique : 11 avril 2024 sur La Une[6]
  - France : 18 mai 2024 sur France 3[7]

## Distribution
- Jeremy Banster : commandant Jérémy Laubier
- Évelyne Bouix : professeur Morgane Le Dantec
- Antoine Chappey : Michel
- Karina Marimon : commandante El Fassi
- Patxi Garat : Romuald
- Wendy Nieto : Lola
- Céline Vitcoq : légiste
- Yann Sundberg : major Thibaut
- Théo Frilet : Guenolé
- Lauriane de Savigny : Chloé
- Ingrid Fabulet : Alice
- Emma Gamet : Soizic
- Alexandre Carrière : Jackie
- Clémence Bretécher : Emeline
- Maia Gidoin : Laura
- Marlène Rabinel : Viviane

## Production

### Genèse et développement
Le scénario est de la main d'Emmanuelle Rey-Magnan et Pascal Fontanille, et la réalisation est assurée par Jean-Marc Therin,,,,,,.
La production est assurée par François Aramburu pour Fontaram Productions,,.

### Tournage
Le tournage se déroule du 20 novembre au 16 décembre 2023 en pays Bigouden au port du Guilvinec et à la pointe de Léchiagat, ainsi qu'à Concarneau, en Bretagne,,,,,,.

## Accueil

### Diffusions et audience
En Belgique, le téléfilm, diffusé le 11 avril 2024 sur La Une, est regardé par 296 118 téléspectateurs et se classe largement premier en termes d'audience.